# Sélestat
Sélestat [selɛsˈta] (deutsch Schlettstadt, elsässisch Schlettstàdt) ist eine französische Stadt im Département Bas-Rhin in der Europäischen Gebietskörperschaft Elsass und in der Region Grand Est mit der einzigen größeren Humanistenbibliothek (gegründet 1452), die praktisch vollständig als Ganzes erhalten ist (Weltdokumentenerbe der UNESCO)
(u. a. Martin Luthers Von der Freiheit eines Christenmenschen von 1520).
Die ehemalige Reichsstadt Schlettstadt, französisch um 1780 Sélestat, vor 1871 Schlestadt, ab 1920 wieder Sélestat, ist Sitz der Unterpräfektur des Arrondissements Sélestat-Erstein und zählt 19.300 Einwohner (Stand 1. Januar 2021).

## Geographische Lage
Die Ortschaft liegt rund 40 Kilometer südwestlich von Straßburg und etwa 40 Kilometer nordwestlich von Freiburg im Breisgau an der Ill, einem linken Zufluss des Rheins, auf  180 m ü. NHN.

## Geschichte

### Mittelalter

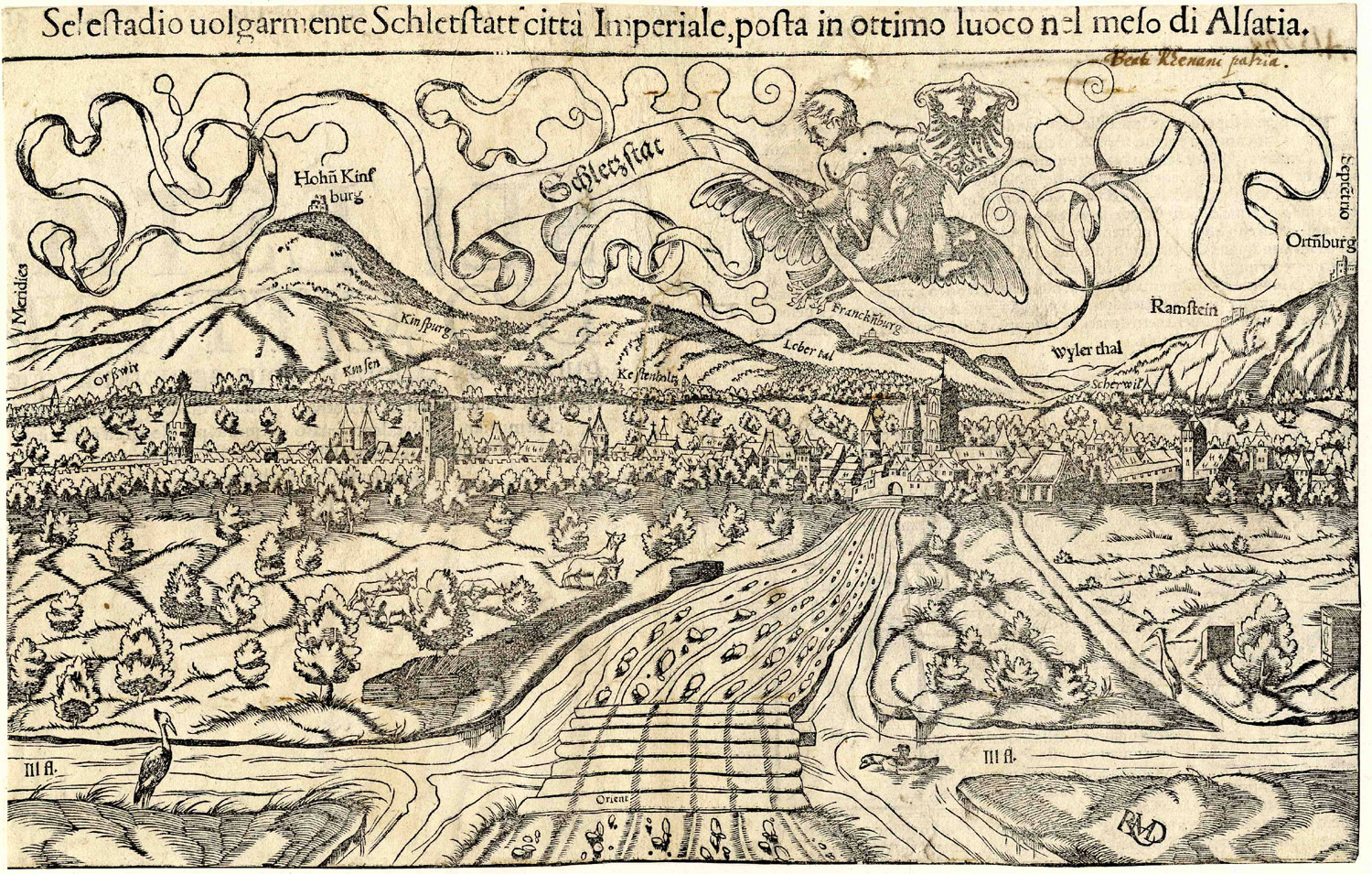
Ansicht von Schlettstadt vor 1550; Holzschnitt von Hans Rudolf Manuel, aus dem ehemaligen Wolf-Dietrich-Klebeband Städtebilder

Sélestat (lateinisch Selestadium) war in karolingischer Zeit königlicher Besitz, wo der spätere Kaiser Karl der Große 775 Weihnachten feierte. Der Ort bestand in dieser Zeit aus nicht viel mehr als einer kleinen Siedlung um eine karolingische Königspfalz. Aus dieser Zeit stammt auch die erste Kirche, ein Zentralbau an der Stelle der heutigen Kirche St. Georg.

Die mittelalterliche Stadtgeschichte ist eng mit den Staufern verknüpft. Hildegard von Büren, Witwe des Staufers Friedrich von Büren und Urgroßmutter Barbarossas, gründete hier um 1087 eine Heilig-Grab-Kapelle, die ihre Söhne 1094 dem Kloster Conques schenkten. Das Kloster gründete 1095 eine Propstei und brachte den Reliquienkult der heiligen Fides von Agen (Ste. Foy) mit ins Elsass. Friedrich II. verlieh der Siedlung 1215/1216 Stadtrecht, 1216 wurde eine Stadtmauer errichtet, und 1217 schlossen der Propst und der Herrscher einen Vertrag, der der Stadt den Status einer freien Reichsstadt verlieh. 
Aus dieser Zeit stammen auch die frühgotischen Teile der Stadtpfarrkirche St. Georg. Ein neuer Vertrag mit König Rudolf von Habsburg wies die Stadtherrschaft, die bisher zwischen Reich und Propstei geteilt war, allein dem Reich zu. 1347 plünderten die Schlettstätter Einwohner die jüdischen Wohnungen. Während der Pestpogrome 1348/49 wurden die meisten Juden öffentlich verbrannt, einigen gelang die Flucht. Schlettstadt gedieh, wurde 1354 Mitglied des Zehnstädtebundes, erweiterte seine Befestigungen, nahm Mönchsorden in seinen Mauern auf und betrieb Handel.
Besitz und Rechte der Propstei gehen in zwei Verträgen 1498 und 1503 an das Hochstift Straßburg über. Die Propstei, die während des ganzen Mittelalters von französischen Mönchen besetzt war, hörte auf zu bestehen.

### Blütezeit und Untergang der Reichsstadt
Die Renaissance ist die Epoche, in der Schlettstadt ein Zentrum des Humanismus war. Die dortige Lateinschule, die in der Humanistenbibliothek heute noch erhalten ist, war eine berühmte Ausbildungsstätte im Reich. 
Reformation, Bauernkrieg und schließlich der Dreißigjährige Krieg markierten den Niedergang der Stadt. Die Schweden belagerten und eroberten sie 1632 und überließen sie 1634 den Franzosen. Im Westfälischen Frieden 1648 erhielt Frankreich mit der Landvogtei Hagenau die Schutzherrschaft und Souveränität über Schlettstadt und die anderen elsässischen Reichsstädte. Zwar gab es eine Schutz- und Bestandsgarantie für die bisher reichsunmittelbaren Städte, die aber die französische Oberhoheit nicht beeinträchtigen durfte. 1673 usurpierte Ludwig XIV. die Stadt, ließ die alten Stadtmauern abreißen und zwei Jahre später moderne Befestigungsanlagen errichten.

### Ausgangspunkt neuer weihnachtlicher Praktiken
Während Straßburg dafür bekannt ist, den ersten ganzen Tannenbaum auf einem öffentlichen Platz der Stadt für die ganze Adventszeit aufgestellt zu haben, gilt Sélestat als der Geburtsort des Weihnachtsbaumes. Von 1521 datiert ein Eintrag in einem Rechnungsbuch der Humanistischen Bibliothek: „Item IIII schillinge dem foerster die meyen an sanct Thomas tag zu hieten“ (4 Schillinge dem Förster zu bezahlen, damit er ab dem St. Thomas-Tag die Bäume bewacht). Dieser Eintrag dient zwar dazu, den Übergang zwischen dekorierten aufgehängten Tannenzweigen und dem ganzen Tannenbaum in Privathäusern zum ersten Mal urkundlich zu belegen, aber er beweist nicht ganz, dass Sélestat diesen Brauch eingeführt hat. Diese neue Praxis entstand wahrscheinlich im globaleren Zusammenhang der Opposition zwischen der etablierten katholischen Kirche und den im 16. Jahrhundert an Bedeutung gewinnenden Lutheranern im unterelsässischen Raum zwischen Straßburg und Schlettstadt. Dazu kommt, dass die Reichsstadt gerade in diesem Jahrhundert auf vielen Gebieten florierte und ihre Bevölkerung sicherlich für gesellschaftlich-religiöse Neuerungen empfänglich war.
Es ist urkundlich in vielen Orten des Elsass nachweisbar, dass Gestecke und Wand- bzw. Türdekorationen aus immergrünen Pflanzen von der katholischen Kirche äußerst schlecht angesehen wurden, da sie bekanntlich von den Protestanten eingeführt wurden. Insbesondere Johann Geiler von Kaysersberg, Prediger des Straßburger Münsters, denunzierte diese Sitten, weil er die Rückkehr heidnischer Bräuche befürchtete. Im Elsass feierte man eigentlich traditionell eher das Fest des Hl. Nikolaus und veranstaltete deshalb Nikolaus-Märkte. Wie in den anderen evangelisch gewordenen Reichsterritorien wollten die Lutheraner auch im Elsass eher das Weihnachtsfest feiern: zuerst hing eine ganze Tanne an der Decke der Stube, dann wurde sie in einem Kübel voll Sand aufgestellt. Schultheiße der Dörfer sollten neun Tage vor und neun nach dem Weihnachtsfest Missbräuche in den herrschaftlichen Wäldern aufdecken. Am Ende des 16. Jahrhunderts standen schon ganze Tannen zuerst in den elsässischen Zunfthäusern, dann relativ früh in allen mehr oder weniger vornehmen Familienhäusern.

### Französische Periode
Vauban errichtete neue Befestigungen und die Stadt wurde Standort einer französischen Garnison. Sie  erreichte wieder einen gewissen Wohlstand, aber ihr Wachstum blieb im Vergleich zu anderen elsässischen Städten gering. Mit den Verwaltungsreformen der Französischen Revolution wurde Schlettstadt Teil des Départements Bas-Rhin. Im Jahr 1846 hatte Schlettstadt 10.365 Einwohner.

### Reichsland Elsaß-Lothringen
Während der Zugehörigkeit der Stadt zum Deutschen Reich (1871–1918) war die Stadt Sitz des Kreises Schlettstadt im Bezirk Unterelsaß. Um 1900 hatte Schlettstadt eine evangelische Kirche, zwei katholische Kirchen, eine Synagoge, ein Gymnasium, ein Lehrerseminar, eine landwirtschaftliche Winterschule, ein Theater, eine Oberförsterei, ein Hauptzollamt und war Sitz eines Amtsgerichts.
Um 1876/80 war hier die König-Karl-Kaserne erbaut worden. 1914 war dort das Rheinische Jäger-Bataillon Nr. 8 stationiert. Zwischen 1918 und 1940 wurde sie als Caserne Schweisguth von der französischen Armee belegt.
1899 schenkte die Stadt die 10 Kilometer westlich gelegene Hohkönigsburg dem Deutschen Kaiser Wilhelm II. Dieser ließ die Ruine in den Jahren 1901–1908 durch den Berliner Architekten und Burgenforscher Bodo Ebhardt umfassend restaurieren und ausbauen.

### Nationalsozialistische Besatzungszeit
Während der deutschen Besatzung im  Zweiten Weltkrieg wurde die Synagoge von Selestat geplündert und teilweise zerstört. Die im Ort verbliebenen jüdischen Einwohner wurden nach Südfrankreich deportiert. Später wurden zahlreiche ehemalige Einwohner Opfer der Endlösung.

### Demographie
| Jahr | Einwohner | Anmerkungen |
| ---- | --------- | --- |
| 1780 | –         | einschließlich der Eigentumsortschaft Kinsheim ca. 1500 Feuerstellen (Haushaltungen)                                                                   |
| 1821 | 9070      | katholische Einwohner, mit Ausnahme von 50 Protestanten und 300 Juden                                                                                  |
| 1846 | 10.365    | [ 7 ] |
| 1872 | 9300      | am 1. Dezember, in 1019 Häusern; nach anderen Angaben 10.040 Einwohner                                                                                 |
| 1880 | 8979      | am 1. Dezember, auf einer Fläche von 4775 ha, in 976 Wohnhäusern, davon 7755 Katholiken, 974 Protestanten und 239 Israeliten                           |
| 1885 | 9172      | davon 7781 Katholiken, 1100 Evangelische und 267 Juden                                                                                                 |
| 1890 | 10.365    | [ 7 ] |
| 1905 | 9700      | mit der Garnison (ein Jägerbataillon Nr. 8 und eine Maschinengewehrabteilung Nr. 10), meist katholische Einwohner; nach anderen Angaben 9699 Einwohner |
| 1910 | 10.604    | davon 9005 Katholiken, 1332 Evangelische und 248 Juden; 235 mit französischer Muttersprache und 28 mit italienischer Muttersprache                     |

| Jahr      | 1962   | 1968   | 1975   | 1982   | 1990   | 1999   | 2007   | 2018   |
| Einwohner | 13.818 | 14.635 | 15.248 | 15.112 | 15.538 | 17.179 | 19.303 | 19.360 |

## Sehenswürdigkeiten

### Kirchen

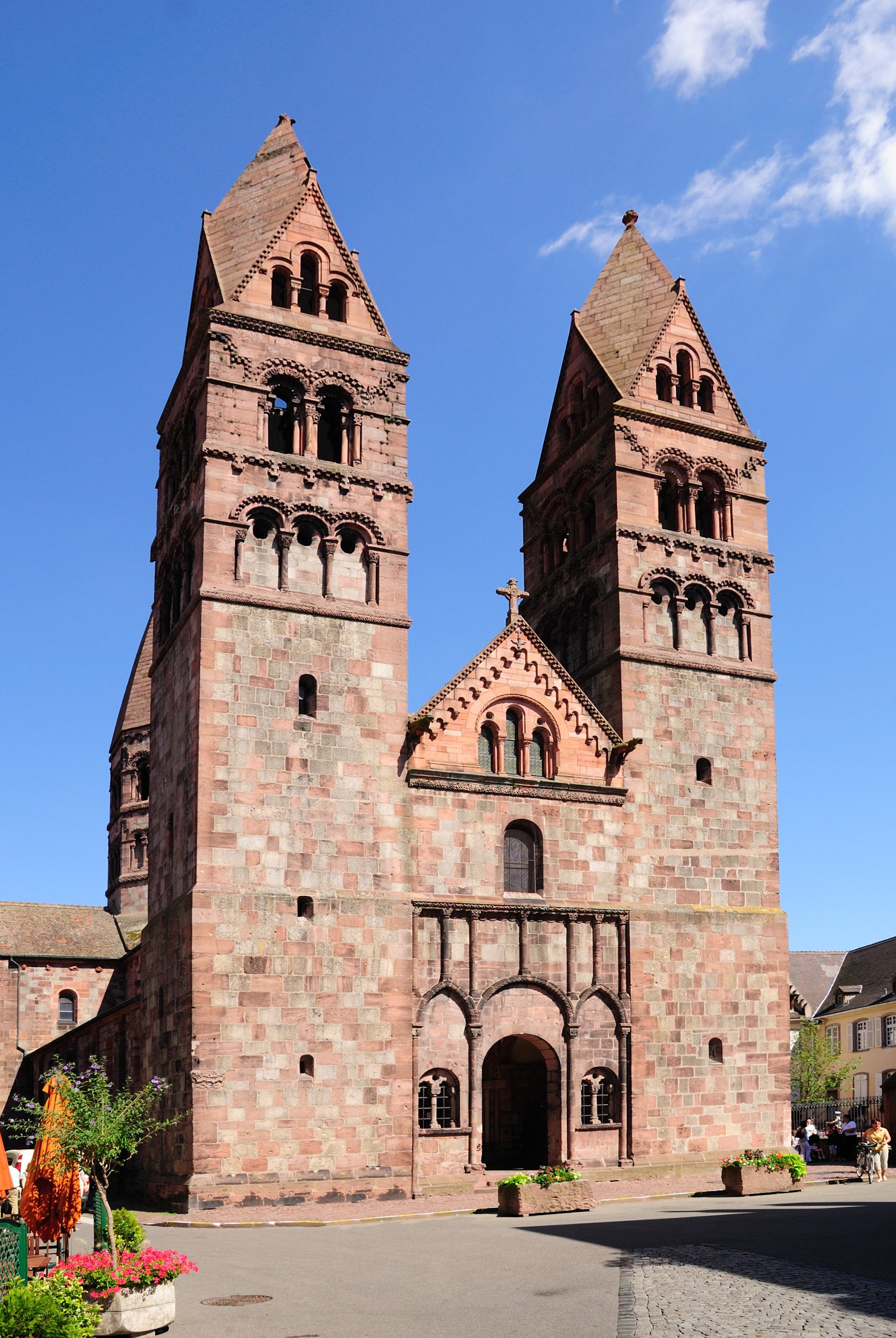
Doppelturmfassade der romanischen Sankt-Fides-Kirche

- Die romanische Kirche St. Fides (Sainte-Foy) stammt aus dem 12. und 13. Jahrhundert. Ihretwegen ist Sélestat eine Etappe an der Romanischen Straße des Elsass.
- Die gotische Kirche St. Georg (Saint-Georges) wurde vom 13. bis zum 15. Jahrhundert errichtet.
- Die protestantische Kirche (Église protestante) wurde im 19. Jahrhundert unter Verwendung des gotischen Chors der ehemaligen Franziskanerkirche aus dem 13. bis 15. Jahrhundert erbaut.

### Altstadt
Sélestat hat eine schöne Altstadt mit verwinkelten Gassen. Zu den sehenswertesten Gebäuden zählen das barocke Hôtel d'Ebersmunster und der mächtige Uhrturm (Tour de l'horloge).

### Humanistenbibliothek
Die Humanistenbibliothek (Bibliothèque humaniste) entstand aus zahlreichen Nachlässen und Schenkungen, insbesondere von Lehrern und Schülern der Lateinschule. Die größte davon ist ein Konvolut von mehr als 500 Büchern, die Libraria Rhenania, die Privatbibliothek des Humanisten Beatus Rhenanus. Seit 1889  befindet sie sich in der umgebauten Kornhalle. Neben der wissenschaftlichen Nutzung sind bedeutende Werke aus dem Bestand auch museal ausgestellt, darunter das älteste noch erhaltene Buch des Elsass, ein merowingisches Lektionar des 7. Jahrhunderts, ein Exemplar des Kapitulars Karls des Großen (9. Jahrhundert), eine Abschrift des 10. Jahrhunderts der „Zehn Bücher über Architektur“ von Vitruv und ein Schulheft von Beatus Rhenanus von 1499. Insgesamt werden hier 450 Handschriften und 550 Inkunabeln aufbewahrt.

### Museen
- Maison du Pain d’Alsace

### Weitere historische Gebäude
- Hôtel de Ville
- Hôtel de Saint-Lô
- Hôtel du prêteur royal
- Hôtel d’Andlau
- Hôtel de Chanlas
- Bürgerspital
- Arsenal Saint-Hilaire
- Auberge des Alliés
- Getreidespeicher des Benediktinerpriorats Schlettstadt
- Kommende Saint-Jean
- Wasserturm

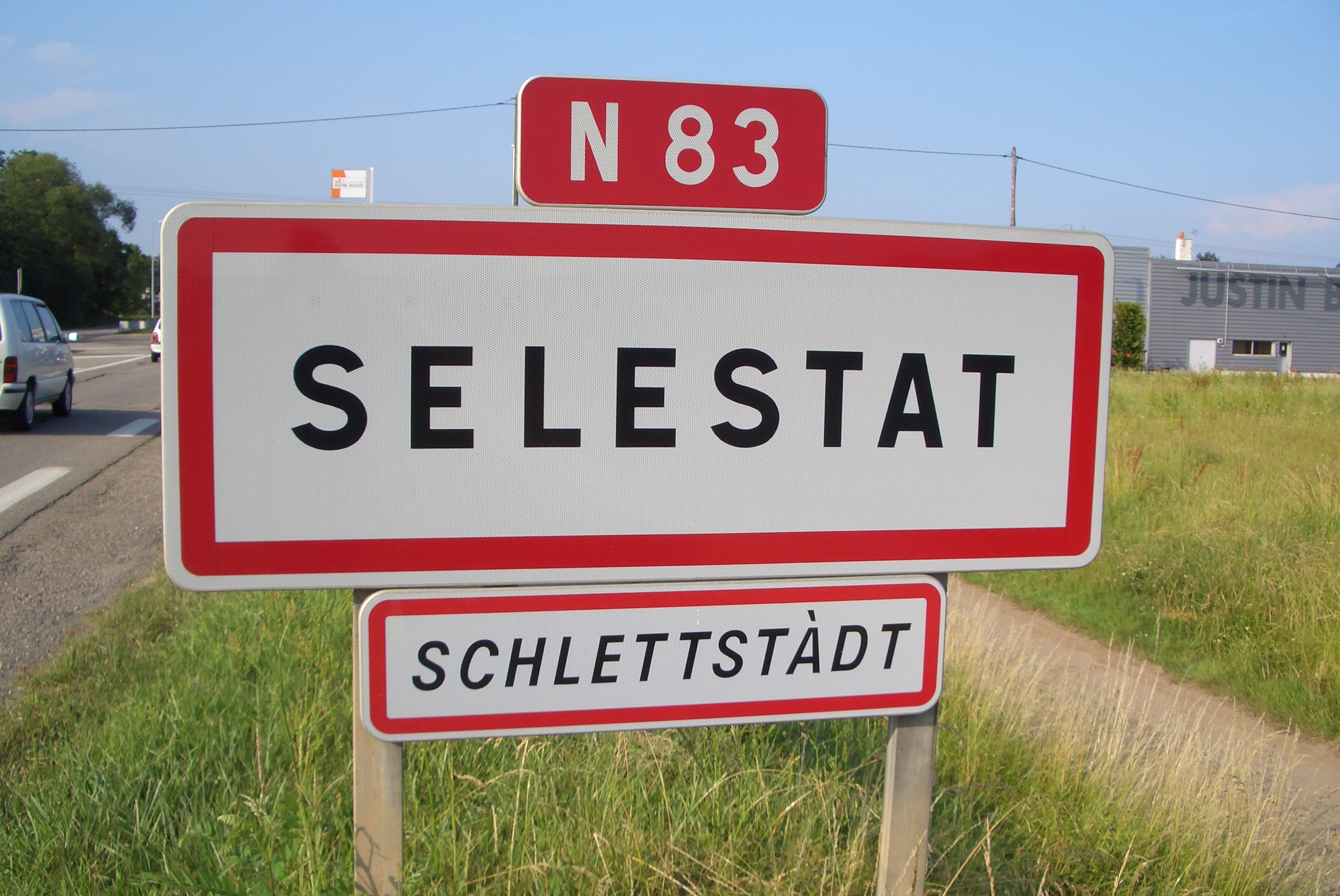
Zweisprachiges Ortsschild
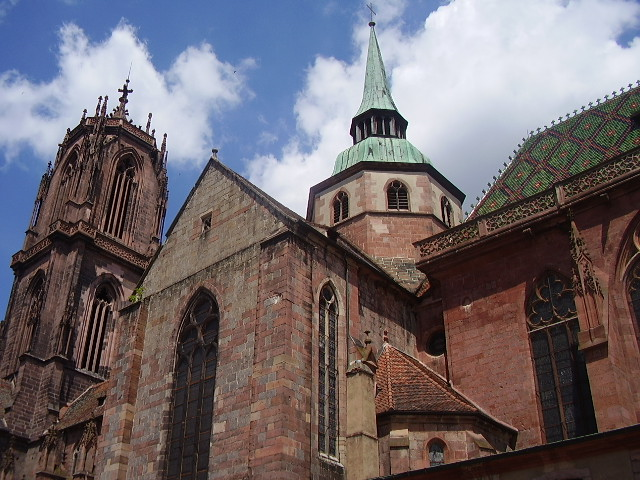
Seitenansicht der Sankt-Georgs-Kirche
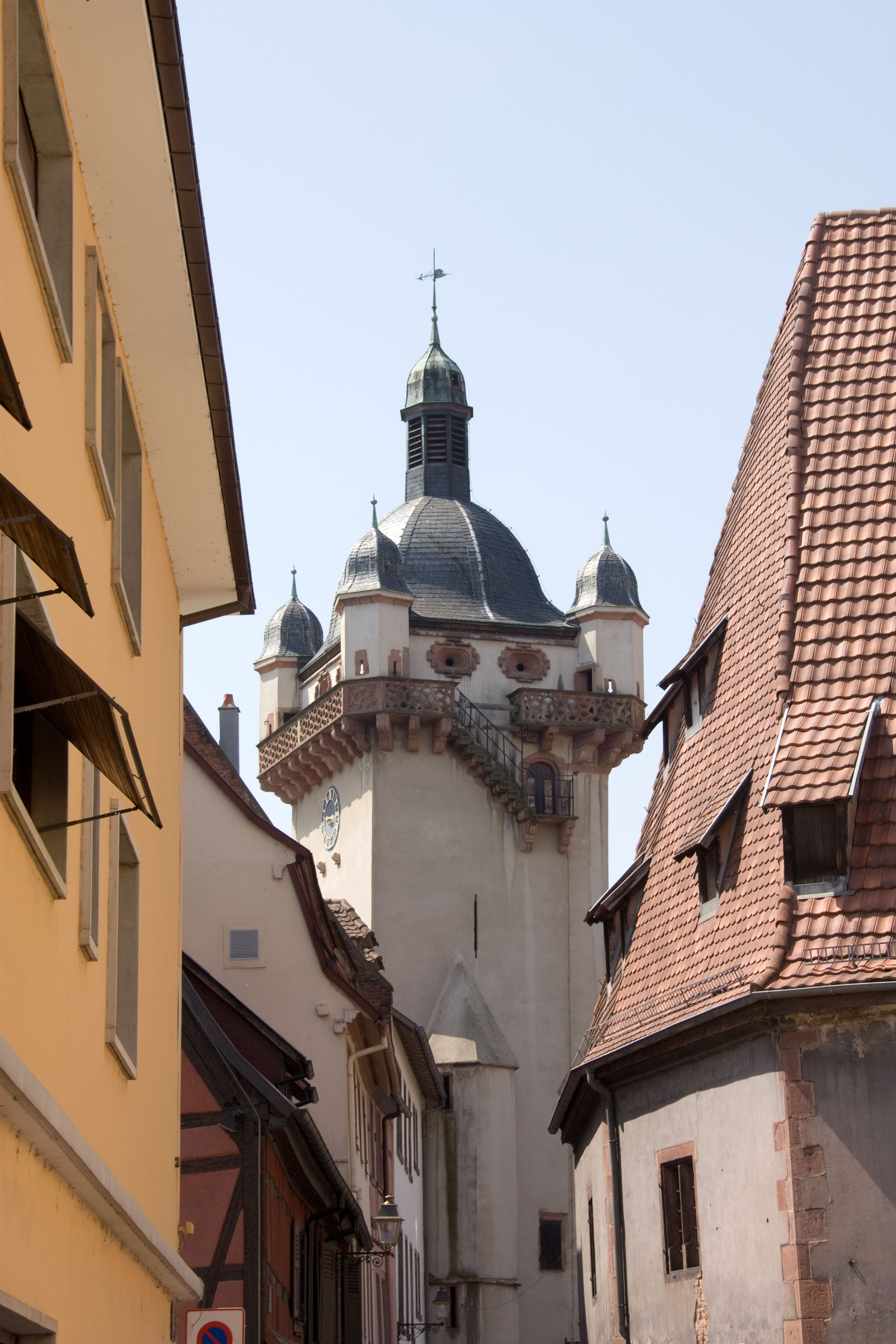
Blick auf den Torturm Tour de l’horloge
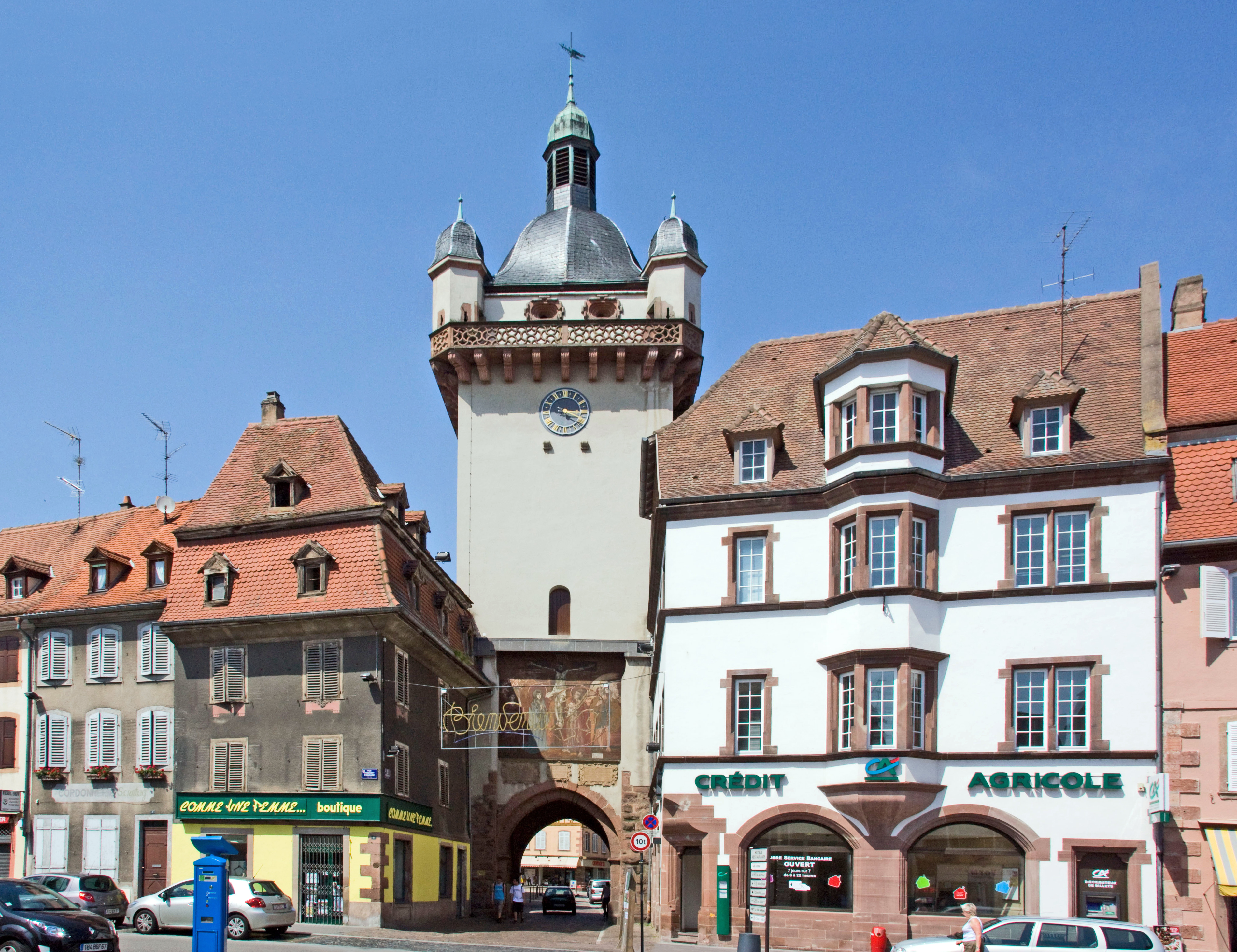
Frontansicht der Tour de l’horloge
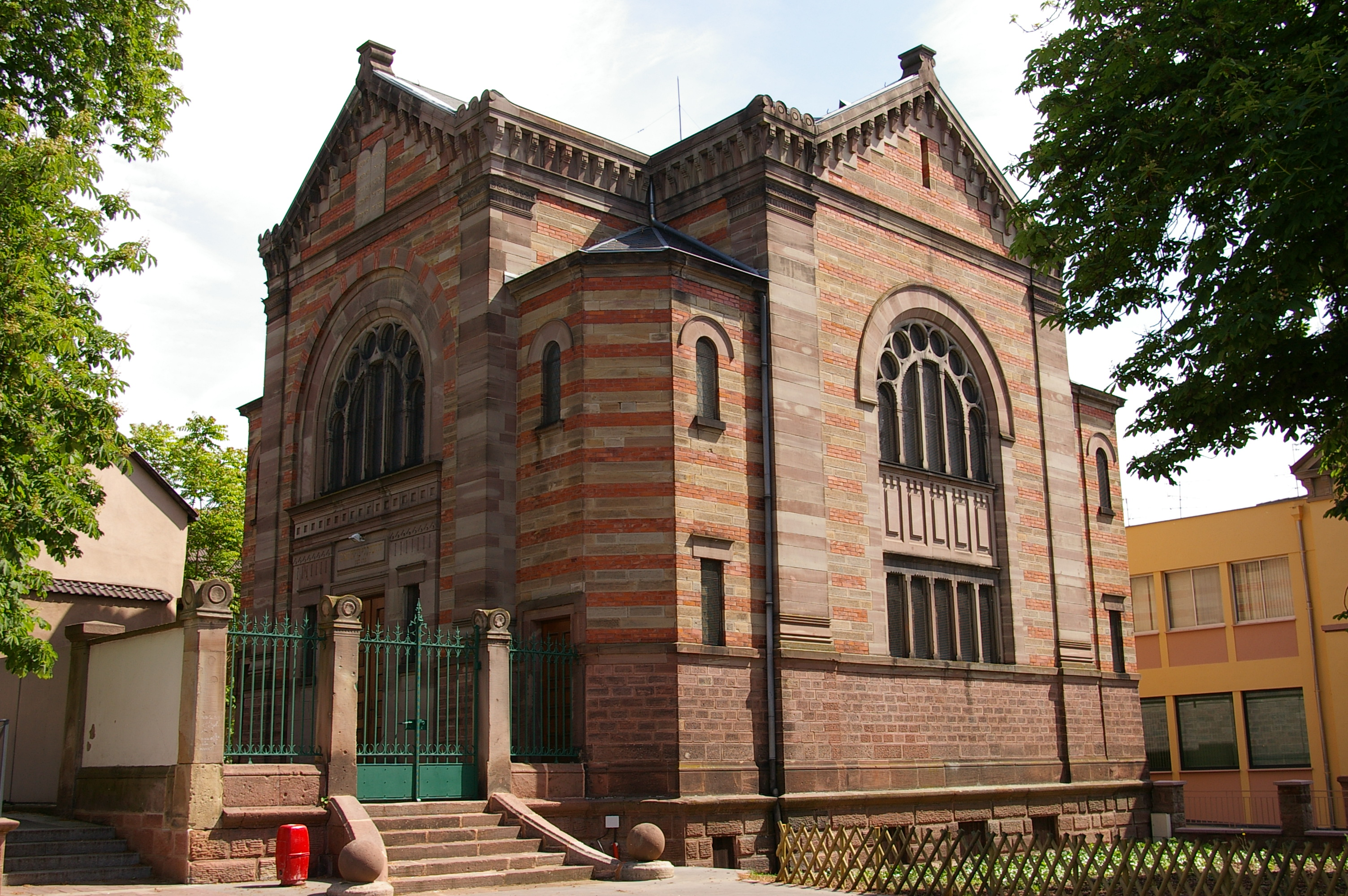
Synagoge (1890)
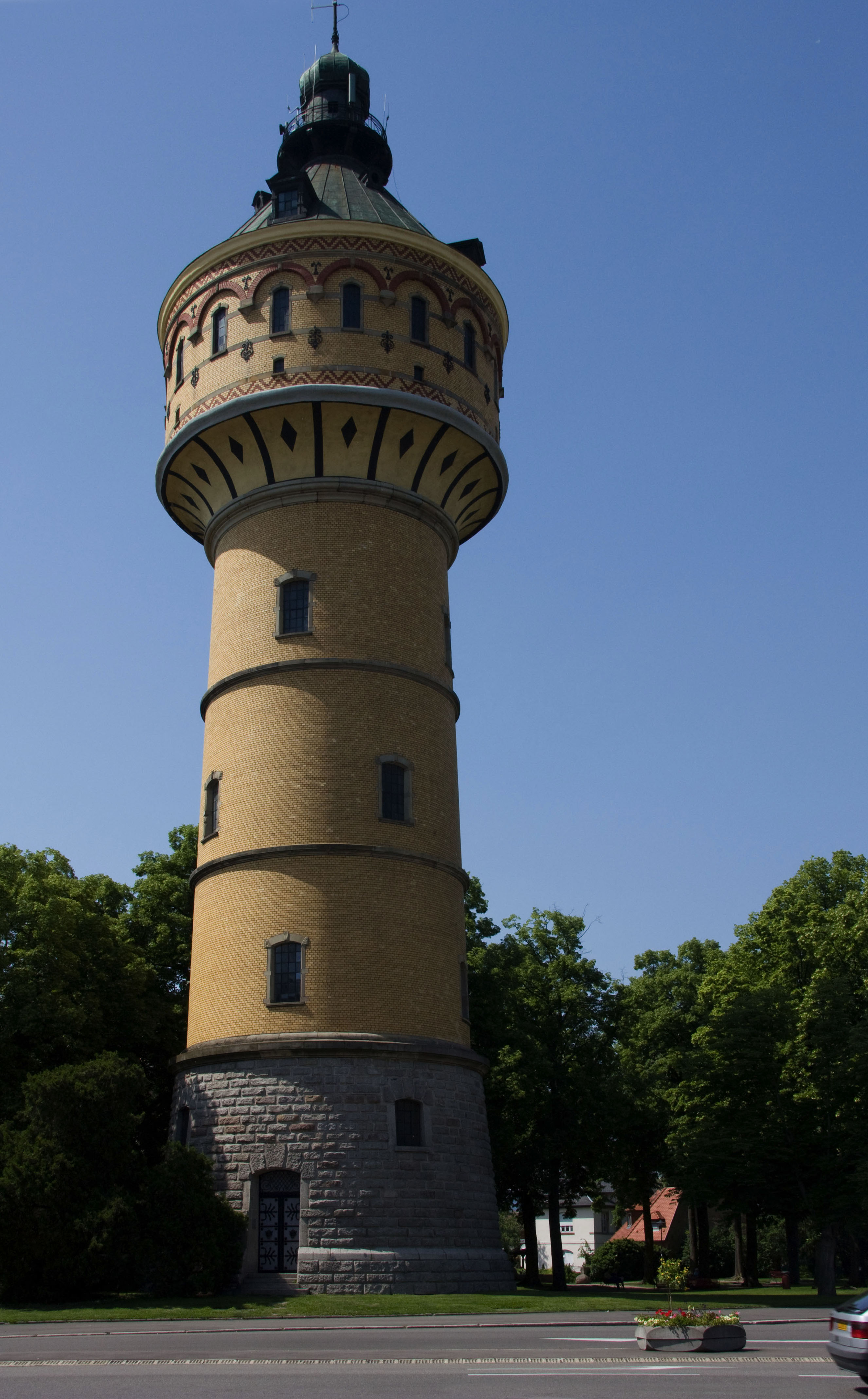
Wilhelminischer Wasserturm (1906); Höhe 50 m
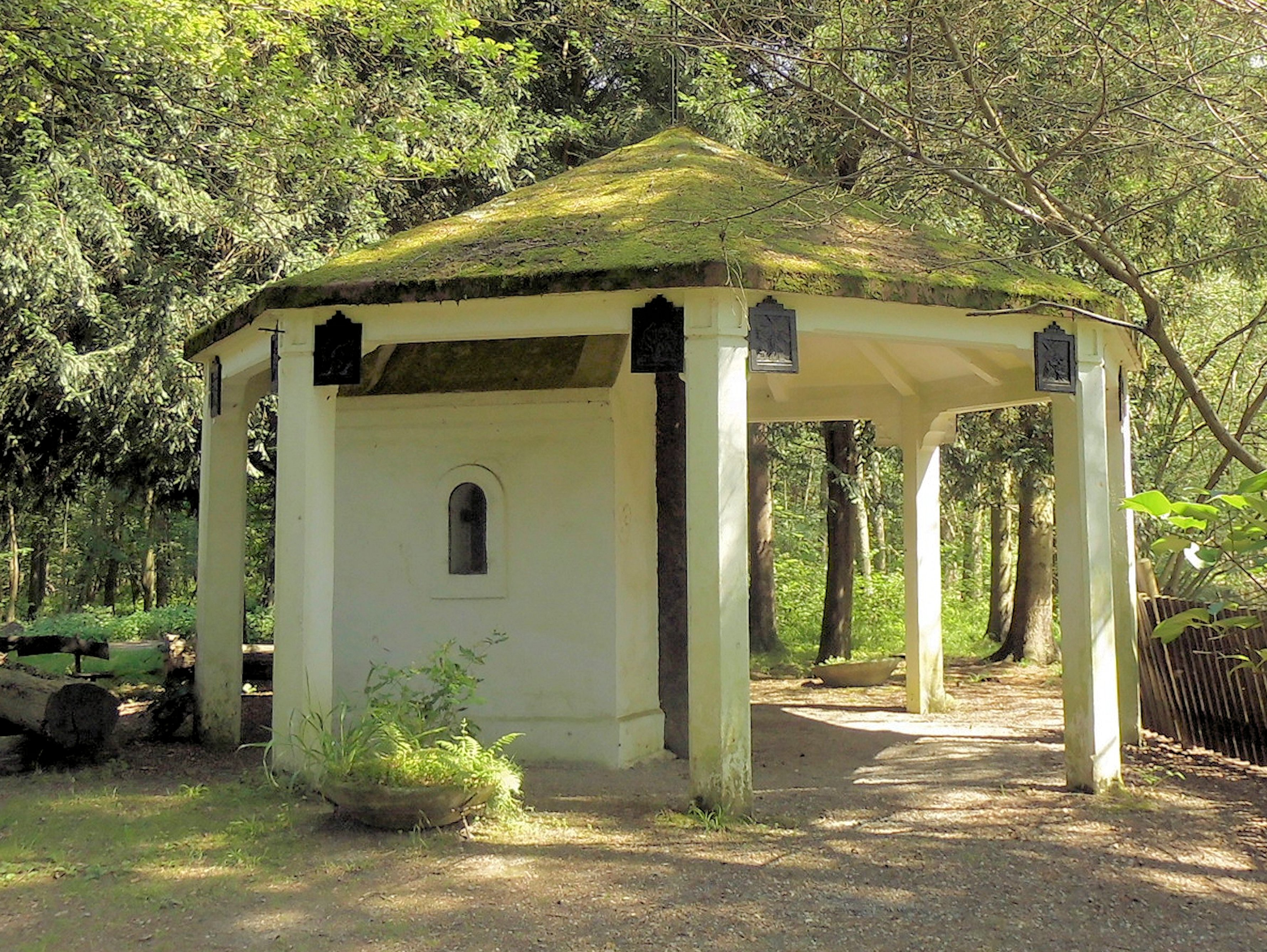
Eichen- oder Schiffwegkapelle
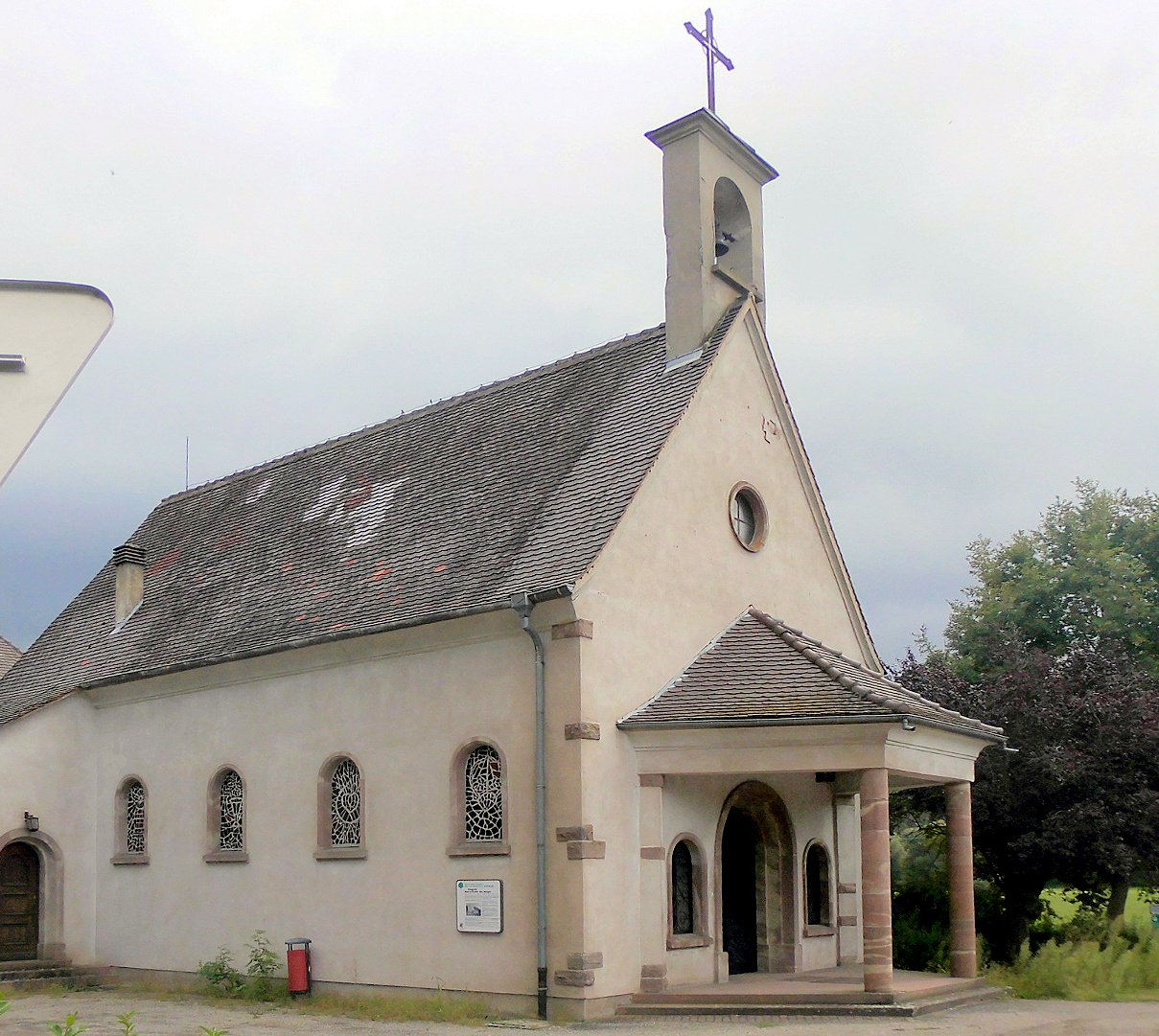
Kapelle Unserer Lieben Frau vom Schnee

## Städtepartnerschaften
Sélestat pflegt Städtepartnerschaften mit Dornbirn in Vorarlberg (Österreich), mit Grenchen im Kanton Solothurn (Schweiz) sowie mit Waldkirch in Baden-Württemberg (Deutschland).

## Wirtschaft
Der weltgrößte Hersteller von Einkaufswagen Wanzl betreibt seit 1980 in Sélestat ein Werk. Das Unternehmen mit Hauptsitz in Leipheim fertigt am Standort hauptsächlich Produkte für den französischen Markt. Außerdem sind Vertriebs- und Serviceabteilungen angesiedelt. Der Küchenhersteller Schmidt Groupe ist hier außerdem zu finden.

## Infrastruktur
- Mittelwellensender Sélestat

In Nord-Süd-Richtung verläuft die ehemalige Route nationale 83 Strasbourg - Lyon. Von dieser zweigt stadtmittig in westlicher Richtung die ehemalige Route nationale 59 nach Lunéville ab. Weitere ehemalige Nationalstraßen im Stadtgebiet sind die 422 und 424.

## Persönlichkeiten

### Söhne und Töchter der Stadt
- Hugo von Schlettstadt, Franziskaner, 13. Jahrhundert (Lebenszeit umstritten)
- Johannes Mentelin (manchmal auch Mentlin, um 1410–1478) war ein bedeutender deutscher Buchdrucker (Mentelin-Bibel) und Buchhändler.
- Heinrich Kramer (auch Heinrich Institor OP; um 1430–um 1505) war der Autor des Hexenhammers und Inquisitor.
- Jakob Wimpheling (auch Wimpfeling, Wympfeling; 1450–1528) war ein humanistischer deutscher Dichter, Pädagoge und Geschichtsschreiber.
- Johannes Hug (* um 1455; † nach 1505), Geistlicher und Autor
- Paul Phrygio, auch Sidensticker, Kostentzer, Costenzer, (um 1483–1543) war ein reformierter Theologe und Reformator.
- Jakob Spiegel (1483–um 1547), Humanist, Jurist
- Beatus Rhenanus (eigentlich Beat Bild; 1485–1547) war ein elsässischer Humanist und Philologe.
- Martin Bucer (auch Martin Butzer; 1491–1551) gehört zu den bedeutenden Theologen der Reformation.
- Kraft Müller (auch Crato Mylius; 1503–1547), Buchdrucker
- Jakob Baegert (1717–1772) war ein Jesuit, Missionar in Kalifornien und Verfasser eines bedeutenden ethnologischen Werkes.
- Georg Muffat (1653–1704), Organist und Komponist, war Student am Jesuitenkolleg in Sélestat.
- François Pierre Amey (1768–1850), General
- Gregor Rippel (1681–1729), Theologe und Geistlicher, Student am Jesuitenkolleg, später Professor am Ort
- François Ignace Schaal (1747–1833) war ein General der Französischen Revolution und Bürgermeister von Sélestat
- Jean-Michel Beysser (1753–1794), Arzt in Indien, General der Republik, in Paris guillotiniert wegen seiner Treue zu den Bretonen
- Ignatia Jorth (1780–1845), katholische Ordensgründerin
- Michel Graeff (1812–1884), Brücken- und Straßenbauingenieur
- Eugène Koeberlé (1828–1915), Anatom und Gynäkologe, Pionier der Bauchchirurgie und Archäologe
- Ignaz Spies (1831–1899), Ehrenbürgermeister und Reichstagsabgeordneter
- Irénée Lang (1841–1922), Industrieller und Reichstagsabgeordneter
- August Kuentzmann Damm, Gründer der Brauerei Damm
- Lazare Weiller (1858–1928), Forscher, Erfinder, Industrieller und Politiker
- Heinrich Schëuch (1864–1946), preußischer General, Kriegsminister
- Otto Groth (1875–1965), Journalist und Medienwissenschaftler
- Ludwig Wolff (1886–1950), deutscher General der Luftwaffe
- Paul Demange (1906–1970), Verwaltungsbeamter und Politiker
- Albert Merglen (1915–2012), französischer General und Autor
- Ivan Ineich (* 1957), Herpetologe
- Fabienne Keller (* 1959), Politikerin, Mitglied des Europäischen Parlaments
- Antoine Herth (* 1963), Politiker
- Xavier Kuhn (* 1978), Freestyle-Skier
- Seufyann Sayad (* 1979), französisch-marokkanischer Handballspieler
- Charlie Cosnier (* 1980), Snowboarder
- Joan Beringer (* 2006), Basketballspieler

### Bürgermeister
- Alfons Scherer (1917/18)